# Filona
Filona – imię żeńskie pochodzenia greckiego, żeński odpowiednik imienia Filon, które pochodzi od φιλεω (fileo) – "kochać" i oznacza "kochająca". Patronem tego imienia jest św. Filon, wspominany razem ze św. Agatopodem.
Filona imieniny obchodzi 25 kwietnia.